# Ælfflæd (hija de Ceolwulf I de Mercia)
Ælfflæd (fl. 840) era hija de Ceolwulf I de Mercia. Contrajo matrimonio con Wigmund de Mercia. Su hijo, Wigstan de Mercia, heredó el trono en el 840, pero renunció, designando a su madre como regente de Mercia. Fue depuesta por Beorhtwulf de Mercia. Ælfflæd no debe ser confundida con Ælfflæd, hija de Offa de Mercia.